# Michael Rank
Michael Rank (1950  – 20 de maio de 2017) foi um autor britânico. Ele era jornalista na China no início dos anos 80 e visitou o Tibete em 1983.

## Educação
Rank graduado em 1972 pelo Downing College, Cambridge, Universidade de Cambridge, em estudos chineses. Ele também estudou na Universidade de Pequim e na Universidade de Fudan, em Xangai, de 1974 a 1976.

## Carreira
Com sede em Londres, Rank era correspondente da Reuters em Pequim . Ele visitou a cidade de Rajin na Coréia do Norte em 2010. Ele também publicou artigos no The Guardian, " Asia Times Online ", " BBC Wildlife ", e 'North Korea Economy Watch'.
Mais tarde, tornou-se tradutor de chinês para inglês e jornalista freelancer. Seu interesse por pássaros o levou a estudar a vida de Frank Ludlow  e a história da Escola de Inglês de Gyantse . Um de seus artigos sobre esse assunto foi publicado pelo Instituto Namgyal de Tibetologia.
Ele publicou três artigos na Royal Society for Asian Affairs.

## Artigos
- 2014 "Nineteen Eighty-four in China", The Asia-Pacific Journal 9 June 2014.
- 2012 The Ponghwa behind Pyongyang's throne, "Asia Times Online", January 12, 2012.
- 2009 Ludlow, Frank (1885–1972), Oxford Dictionary of National Biography, Oxford University Press, May 2009
- 2004 King Arthur comes to Tibet: Frank Ludlow and the English school in Gyantse, 1923-26, Namgyal Bulletin of Tibetology, 2004
- 2003 Frank Ludlow and the English School in Tibet 1923-1926, Volume 34, number 1 Asian Affairs, Royal Society for Asian Affairs, 2003
- 2001 (with Axel Bräunlich) "Notes on the occurrence of the Corncrake (Crex crex) in Asia and in the Pacific region", In Schäffer, n.; Mammen, U (PDF). Proceedings International Workshop 1998 Corncrake. Hilpoltstein, Germany. 2001